# Benelli 350 4C

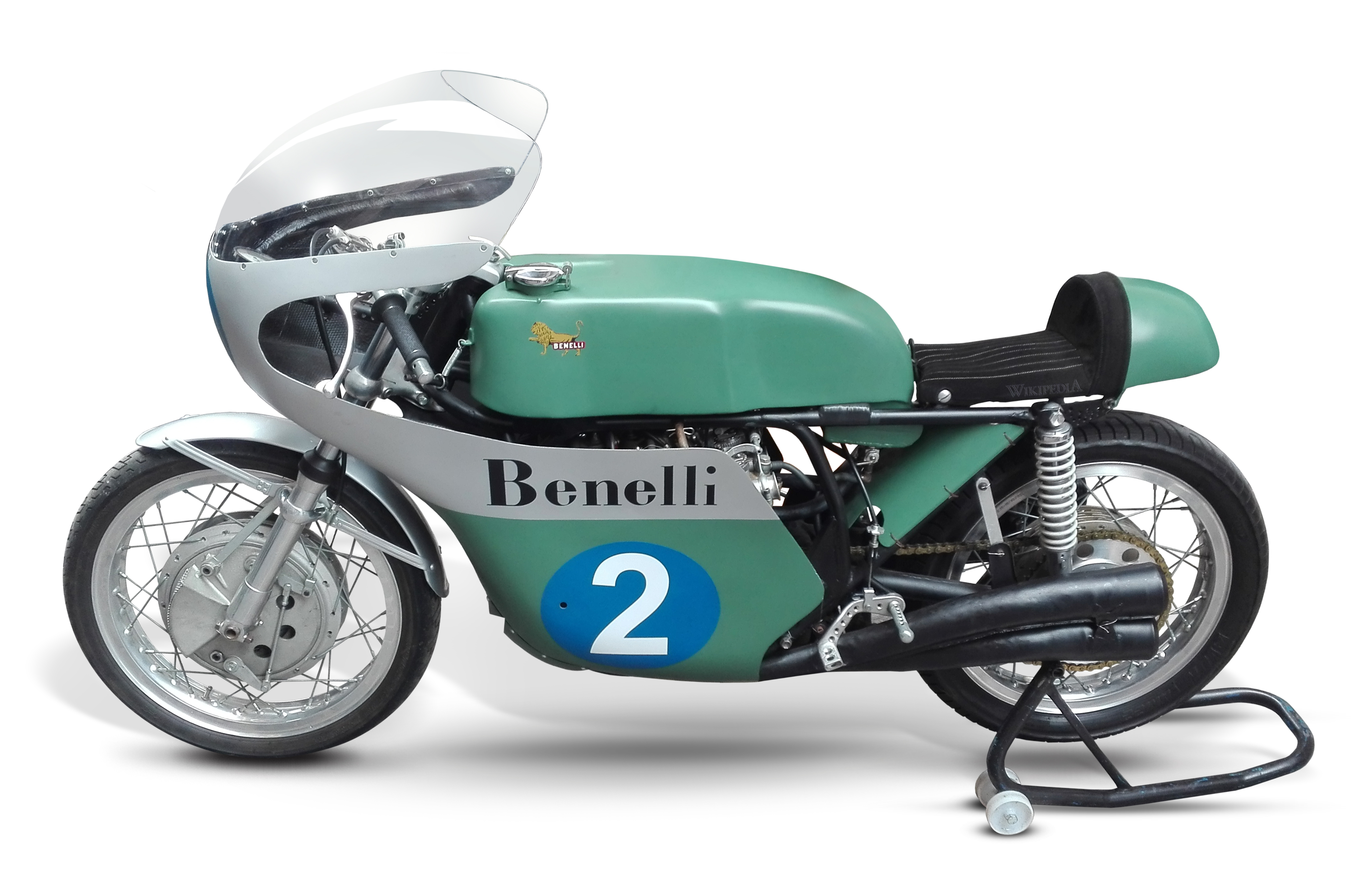

De Benelli 350 4C(ilindri) was een motorfiets die van 1968 tot 1973 door Benelli werd ingezet in het wereldkampioenschap wegrace.
Het beste seizoen was 1970, toen Kel Carruthers en Renzo Pasolini tweede en derde in het wereldkampioenschap wegrace werden.

## Voorgeschiedenis
Na het dodelijke ongeluk van Dario Ambrosini in 1951 had Benelli zich jarenlang teruggetrokken uit de wegrace. In 1958 kwam er een nieuwe racer, de Benelli 250 Mono Bialbero. Ook dat was een eencilinder en deze machine bleek al snel kansloos tegen concurrentie van Honda en Moto Morini. Daarop begon men in 1960 met de ontwikkeling van de viercilinder 250 4C. In 1965 maakte men al een tot 319 cc opgeboord prototype voor de 350cc-klasse. Dat was eigenlijk het verkeerde moment: Honda had toen al de zescilinder 3RC 164 voor de 250 cc klasse en daar kon de 250 cc Benelli niet tegenop. Men had zich waarschijnlijk beter op de ontwikkeling van de 250cc-racers kunnen concentreren.

## Benelli 350 4C
In 1966 werden de eerste testritten met de 350 4C al gereden, en waarschijnlijk werd de machine ook al ingezet in het Italiaans kampioenschap. Net als de 250 4C had de 350 slechts twee kleppen per cilinder en dat zorgde voor grote problemen. De kleppen waren groter en zwaarder dan die van de 250 waardoor ze gingen zweven. In 1967 werd dat probleem opgelost door vier kleppen per cilinder toe te passen, maar de klepveren waren nu zo zwaar dat de kleppen soms gewoon braken. Het opgegeven vermogen van 60 pk was uitstekend, iets minder dan dat van de MV Agusta 350 3C maar vergelijkbaar met dat van de Honda RC 166 en de Yamaha TR 1. De Benelli was wel nog veel te zwaar.
In 1968 was de 350 4C min of meer voltooid. De motor leverde nu zelfs 64 pk. Renzo Pasolini startte ermee in de Mototempora Romagnola, een serie voorjaarsraces in Italië waar de meeste topcoureurs aan deelnamen. De startgelden waren hoog en het was een goede test van de ontwikkelingen die in de winter gedaan waren. Pasolini won de kletsnatte "Shell Golden Shell" race in Imola. Intussen was het wereldkampioenschap in de 350 cc klasse behoorlijk uitgedund: Zowel Honda als Yamaha hadden zich teruggetrokken uit de wegrace en dat betekende dat Giacomo Agostini met de MV Agusta ongenaakbaar was. Hij won dan ook alle wedstrijden. Het ging er dus om wie "best of the rest" werd. Die rest bestond voornamelijk uit verouderde Aermacchi Ala d'Oro 350 eencilinders die zelfs nog stoterstangen hadden, tot 300 cc opgeboorde MZ's, tweecilinder Honda CR 77 productieracers en de Jawa 350 cc V4 van František Šťastný, die pas op de circuits verscheen toen het seizoen al bijna voorbij was. Pasolini startte slechts vier keer met de Benelli, in Duitsland, in de Junior TT en in de Grand Prix des Nations werd hij achter Agostini tweede, in de TT van Assen viel hij. Met 18 punten werd hij tweede in het wereldkampioenschap. Ter vergelijking: Agostini scoorde 56 punten en Aermacchi-coureur Kel Carruthers werd derde met 17 punten.
In 1969 blesseerde Renzo Pasolini zich al in de eerste race in de 250 cc Grand Prix van Spanje, waardoor hij niet in de 350 cc race kon starten. In Duitsland brak hij vervolgens een sleutelbeen, waardoor hij ook niet in de Junior TT kon rijden. Benelli besloot zich met Pasolini en Kel Carruthers op de 250cc-klasse te concentreren en zette de 350 4C de rest van het seizoen op stal. Kel Carruthers werd vervolgens met de Benelli 250 4C wereldkampioen.
In 1970 kon Benelli zich meer op de 350cc-klasse concentreren, want in de 250cc-klasse waren viercilinders voortaan verboden. Er waren wat strubbelingen met Renzo Pasolini, die niet tevreden was over zijn behandeling in het vorige seizoen en overwoog over te stappen naar Jawa, dat een fabrieksrijder zocht nadat Bill Ivy in 1969 was verongelukt. Uiteindelijk startte Pasolini met de 350 4C en de 500 4C.
Pasolini schakelde zichzelf uit toen hij de 21 km lange Nordschleife van de Nürburgring met een Benelli 650 verkende en viel. Opnieuw vroeg men Kel Carruthers, die nu op privébasis met een Yamaha TD 2 in de 250 cc klasse reed, als vervanger. Carruthers voelde er niets voor om met de nog onwennige machine in de slechte weersomstandigheden veel risico te nemen en nam genoegen met de tweede plaats achter Agostini. Carruthers brak echter een voet in de 250 cc race in Le Mans (waar de 350 cc klasse niet reed) en Benelli vroeg nu Gilberto Parlotti om in de Grand Prix van Joegoslavië te rijden. Carruthers was echter ook fit genoeg en de twee Benelli's startten zelfs al besten. Parlotti viel waarbij zijn schakelpedaal afbrak, maar Carruthers hield de leiding in de race vast tot zijn versnellingsbak kuren begon te vertonen. Hij moest Agostini laten gaan maar werd wel tweede. Voor de Junior TT werd Santiago Herrero gevraagd om naast Carruthers te rijden, maar Pasolini bleek fit genoeg te zijn om zelf te starten. Dat moest ook wel, want Herrero was na een val in de Lightweight 250 cc TT naar het ziekenhuis afgevoerd. Pasolini viel echter uit met ontstekingsproblemen en Carruthers verloor veel tijd bij een noodreparatie van de afgebroken stroomlijnkuip. Uiteindelijk stopte hij een Ramsey met een gebroken ketting. In Assen was Pasolini nog steeds niet helemaal fit, maar hij wist het gevecht om de leiding met Giacomo Agostini toch zes ronden lang vol te houden. Toen moest hij genoegen nemen met de tweede plaats. Carruthers werd vierde. In Assen waren de Yamaha's van Rodney Gould en Kent Andersson erg sterk, maar Gould viel uit waardoor Agostini won voor Pasolini. Carruthers had Andersson moeten laten voorgaan, maar toen die versnellingsbakproblemen kreeg werd Carruthers alsnog derde. In de Grand Prix van Tsjecho-Slowakije werd Pasolini tweede en Carruthers leek het gevecht om de derde plaats te winnen van Andersson, tot de ontsteking het vlak voor de finish begaf. Hij kon de machine wel uit laten rollen en werd op die manier vierde. In de Grand Prix van Finland lukte het Pasolini bijna om de race te winnen. Agostini had al een behoorlijke voorsprong toen zijn remkabel brak. Pasolini nam de leiding over tot de bediening van zijn carburateurs begon te haperen en hij de pit moest opzoeken. Carruthers was slecht gestart maar in zijn inhaalrace reed hij tegen het einde 3 seconden per ronde sneller dan de fabrieks-Yamaha's van Andersson en Gould. Zijn achterstand was echter te groot en hij werd slechts vierde. Benelli liet de Ulster Grand Prix voor wat ze was, en in de Grand Prix des Nations speelde Agostini een spelletje met de concurrentie. Hij liet Pasolini de leiding nemen en wachtte zelf op zijn nieuwe teamgenoot Angelo Bergamonti. Toen die aansluiting vond namen ze samen een flinke voorsprong en Pasolini moest genoegen nemen met de derde plaats. Opmerkelijk genoeg startte Kel Carruthers in de laatste drie races van het seizoen niet meer met de Benelli. Mogelijk wilde men Renzo Pasolini niet te veel tegen de haren in strijken, hopende op een contractverlenging in 1971. Carruthers was intussen te sterk verbonden met Yamaha, waarvoor hij ook al in de Daytona 200 was gestart. Hij zou in 1971 het Amerikaanse raceteam van Yamaha op poten gaan zetten. De puntenvoorsprong van Carruthers op Pasolini was echter al te groot. Hij eindigde het seizoen achter Giacomo Agostini op de tweede plaats, Renzo Pasolini werd derde. De relatie met Pasolini verslechterde echter ook, en hij vertrok in 1971 naar zijn oude liefde, Aermacchi.
Het ging echter niet goed met Benelli. De hele Italiaanse industrie werd in de winter van 1970-1971 praktisch lamgelegd door stakingen in de metaalindustrie en Benelli werd in augustus 1971 overgenomen door Alejandro de Tomaso. Die had niet veel op met races, en concentreerde zich vooral op het moderniseren van de toermotorfietsen van het merk. De 350 4C en de 500 4C werden nog sporadisch ingezet in Italiaanse races, meer als reclameproject dan als serieuze overwinningskandidaat. Walter Villa reed de 350 4C in 1973 nog eens in Monza, waar hij vijfde werd.

### Technische gegevens
| Benelli                | 350 4C                                    |
| ---------------------- | ----------------------------------------- |
| Periode                | 1968-1973                                 |
| Categorie              | fabrieksracer                             |
| Motortype              | viertakt                                  |
| Bouwwijze              | luchtgekoelde viercilinder lijnmotor DOHC |
| boring                 | 51 mm                                     |
| slag                   | 42 mm                                     |
| Cilinderinhoud         | 343,2 cc                                  |
| Carburateur(s)         | onbekend                                  |
| Smeersysteem           | wet-sumpsysteem                           |
| Compressieverhouding   | onbekend                                  |
| Max. Vermogen          | 47,0 kW/64 pk bij 14.500 tpm              |
| Topsnelheid            | onbekend                                  |
| Primaire aandrijving   | tandwielen                                |
| koppeling              | meervoudige droge platenkoppeling         |
| versnellingen          | 7                                         |
| Secundaire aandrijving | ketting                                   |
| Rijwielgedeelte        | dubbel wiegframe                          |
| Voorvork               | telescoopvork                             |
| Achtervork             | swingarm                                  |
| Remmen                 | trommelremmen                             |
| Tankinhoud             | onbekend                                  |
| Droog gewicht          | onbekend                                  |